# Анна Амалия фон Золмс-Браунфелс-Грайфенщайн
Анна Амалия фон Золмс-Браунфелс-Грайфенщайн (на немски: Anna Amalia zu Solms-Braunfels-Greifenstein; * 2 юни 1617 в Грайфщайн; † 4 декември 1640) е графиня от Золмс-Браунфелс в Грайфщайн и чрез женитба графиня на Золмс-Хоензолмс.

## Произход
Тя е дъщеря на граф Вилхелм I фон Золмс-Браунфелс-Грайфщайн (1570 – 1635) и съпругата му графиня Мария Амалия фон Насау-Диленбург (1582 – 1636), дъщеря на граф Йохан VI „Стари“ фон Насау-Диленбург (1536 – 1606) и втората му съпруга пфалцграфиня Кунигунда Якобея фон Пфалц-Зимерн (1556 – 1586), дъщеря на курфюрст Фридрих III фон Пфалц (1515 – 1576) и Мария фон Бранденбург-Кулмбах (1519 – 1567).
Анна Амалия фон Золмс-Браунфелс-Грайфенщайн умира на 4 декември 1640 г. на 23 години.

## Фамилия
Анна Амалия фон Золмс-Браунфелс-Грайфенщайн се омъжва на 4 ноември 1635 г. за граф Филип Райнхард II фон Золмс-Хоензолмс (1615 – 1665), най-възрастният син на граф Филип Райнхард I фон Золмс-Хоензолмс (1593 – 1636) и графиня Елизабет Филипина фон Вид-Рункел (1593 – 1635). Нейният брат граф Вилхелм II (1609 – 1676) се жени на 10 август 1636 г. за неговата сестра Йоханета Сибила (1623 – 1651).
Анна Амалия фон Золмс-Браунфелс-Грайфщайн и Филип Райнхард II фон Золмс-Хоензолмс имат децата:
- Хайнрих Вилхлем (* 20 юли 1635; † 1665 убит в Монтекларос)
- Мария Сабина (* 29 юли 1638; † 19 януари 1685), омъжена на 11 (12) септември 1683 г. за граф Фридрих III фон Вид (1618 – 1698)
- Карл Лудвиг (* 30 юли 1639; † 1668)

Филип Райнхард II фон Золмс-Хоензолмс се жени втори път на 8 април/28 август в 1642 г. в Гисен за Катарина Елеонора, фрайин фон Чернембл (1622 – 1675).